# Pete Buttigieg

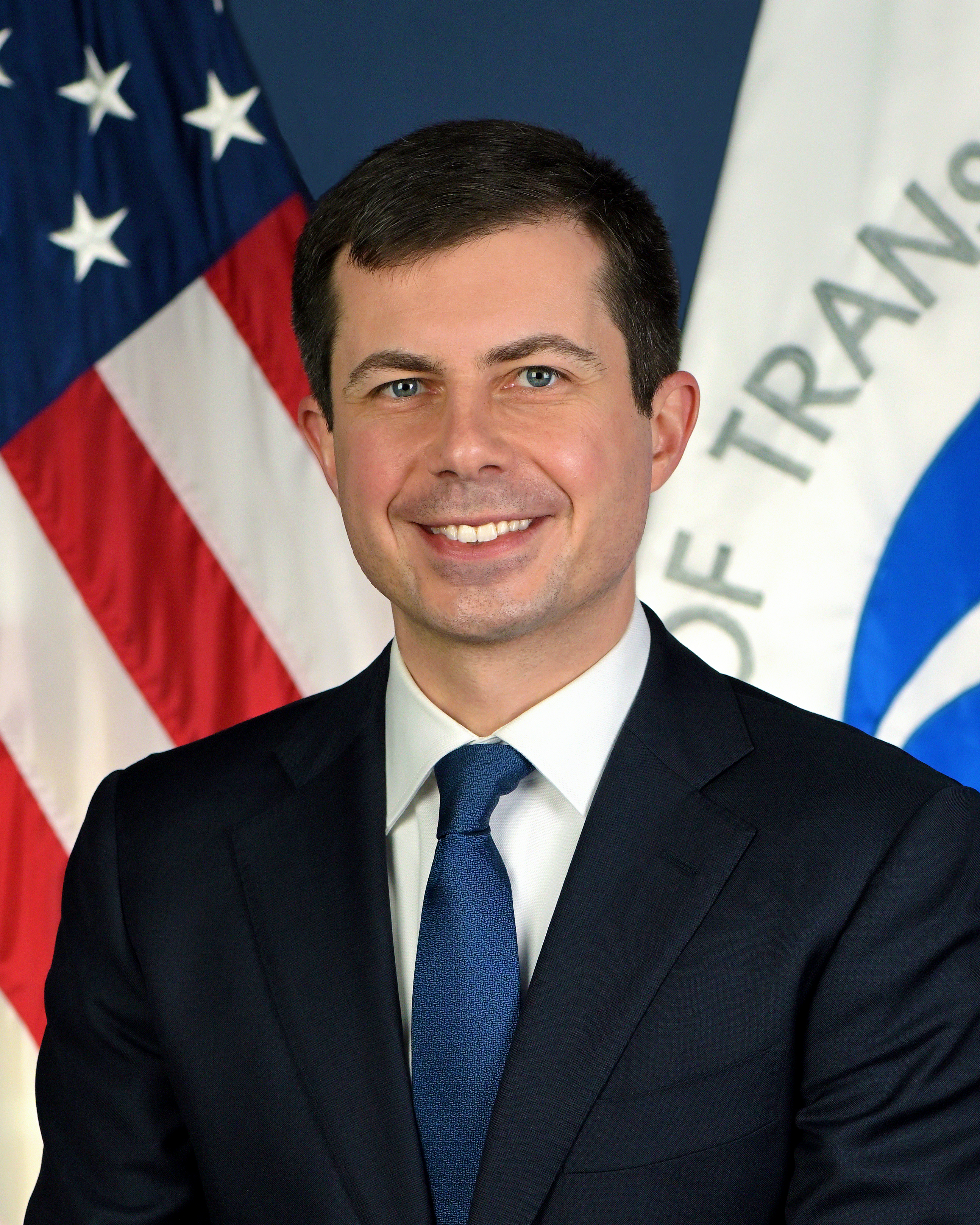
Pete Buttigieg, offizielles Porträt 2021

Peter Paul Montgomery „Pete“ Buttigieg [ˈbuːtəˌdʒɛdʒ] (* 19. Januar 1982 in South Bend, Indiana) ist ein US-amerikanischer Politiker der Demokratischen Partei. Vom 1. Januar 2012 bis Ende 2019 war er der 32. Bürgermeister seiner Heimatstadt South Bend. Vom 3. Februar 2021 bis 20. Januar 2025 war er Verkehrsminister der Vereinigten Staaten.
Im Januar 2019 gab er seine Kandidatur in der Vorwahl seiner Partei zur Präsidentschaftswahl 2020 bekannt – als erster offen homosexueller Kandidat seiner Partei. Nach einem ersten und einem zweiten Platz in den beiden ersten Abstimmungen zog Buttigieg nach der vierten Abstimmung am 1. März 2020 seine Kandidatur zurück. Er wurde allerdings immer wieder als potenzieller künftiger Präsidentschaftskandidat der Demokraten ins Spiel gebracht.

## Werdegang

### Jugend und Ausbildung
Buttigieg ist der Sohn von Joseph A. Buttigieg, einem Immigranten aus Malta, und Jennifer Ann Buttigieg (geb. Montgomery), beide Professoren an der katholischen Privatuniversität University of Notre Dame in South Bend. 2000 schloss er als Jahrgangsbester an der katholischen Privatschule St. Joseph High School in South Bend ab. Für einen Aufsatz über den damaligen Kongressabgeordneten Bernie Sanders aus Vermont wurde er von der John F. Kennedy Library im Rahmen eines Aufsatzwettbewerbs ausgezeichnet. Außerdem wurde er als einer von zwei Delegierten aus Indiana für das United States Senate Youth Program ausgewählt. Buttigieg studierte am Harvard College, wo er ein Mitglied der studentischen Vereinigung Phi Beta Kappa war. 2004 erhielt er einen Bachelor of Arts in Geschichte und Literatur. In seiner Abschlussarbeit beschäftigte er sich mit dem Einfluss des Puritanismus auf die Außenpolitik der Vereinigten Staaten, wie er sich in Graham Greenes Roman Der stille Amerikaner widerspiegelt. Im Anschluss studierte er mit einem Rhodes-Stipendium Philosophy, Politics and Economics am Pembroke College in Oxford. Diesen Studiengang schloss er 2007 mit einem weiteren Bachelor of Arts ab.

### Berufseinstieg und erste politische Erfahrungen
Während seines Studiums absolvierte Buttigieg ein Praktikum in einem NBC-Regionalstudio in Chicago. 2002 war er außerdem Praktikant im Wahlkampfbüro der Kongressabgeordneten Jill Long Thompson und arbeitete danach als Berater für sie.
Von 2004 bis 2005 war Buttigieg in Washington, D.C. für das internationale Strategieberatungsunternehmen des ehemaligen amerikanischen Verteidigungsministers William Cohen tätig. Er arbeitete außerdem mehrere Monate als Recherche- und Strategiespezialist für die Präsidentschaftskampagne von Senator John Kerry.
Nach seinem Abschluss in Oxford arbeitete er von 2007 bis 2010 bei der Unternehmensberatung McKinsey & Company.
2010 war er demokratischer Kandidat für das Amt des Indiana State Treasurer, verlor aber gegen den Amtsinhaber Richard Mourdock.

### Militärdienst
Buttigieg trat 2009 der United States Navy Reserve bei, einer Reservetruppe, der er bis 2017 als Teilzeitsoldat angehörte. 2014 – noch während seiner ersten Amtszeit als Bürgermeister – wurde er für sieben Monate als Nachrichtenoffizier in den aktiven Dienst nach Afghanistan versetzt. Er schied mit dem Rang eines Lieutenant aus dem Dienst aus.

### Bürgermeister von South Bend

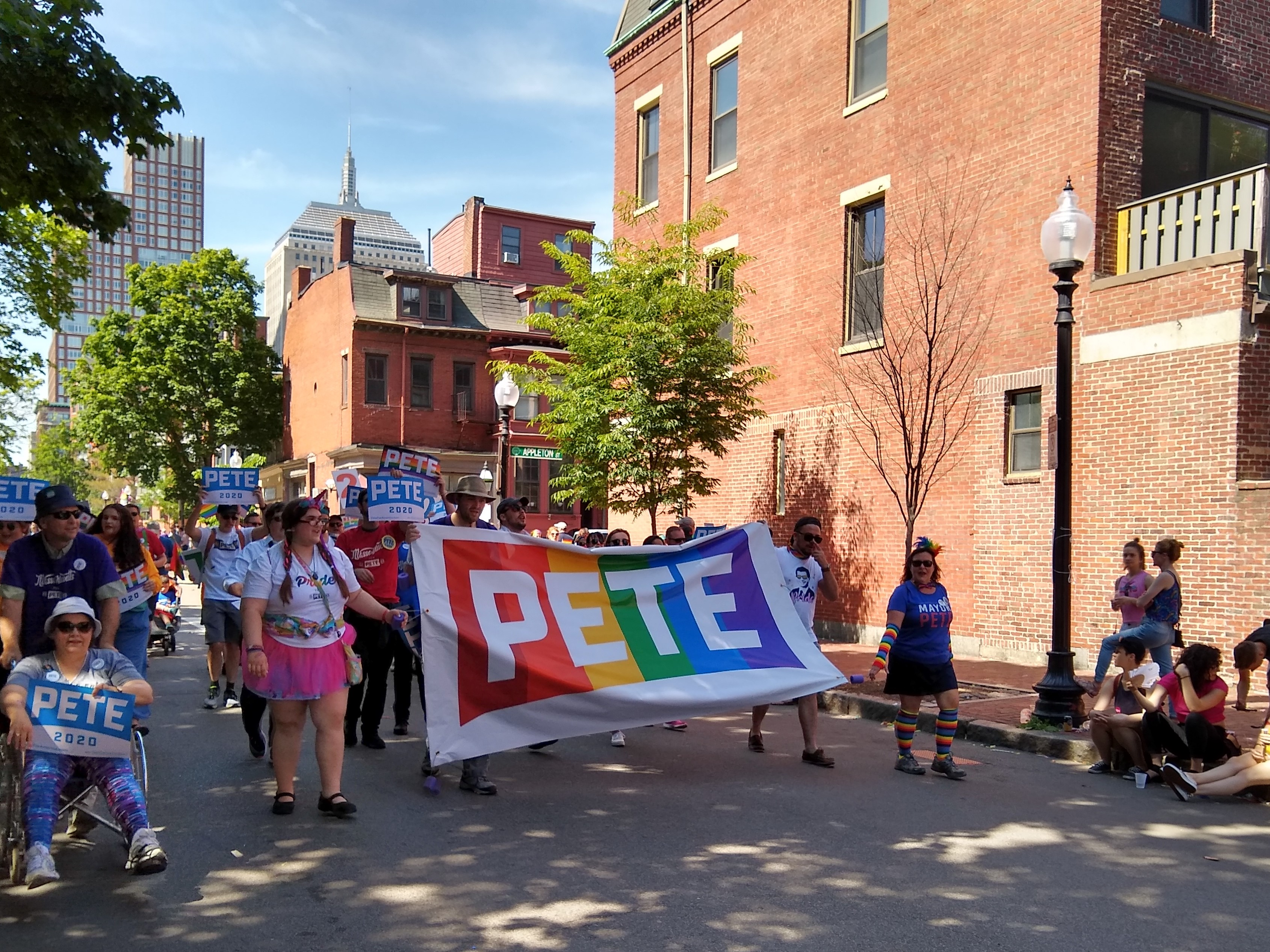
Buttigieg-Anhänger bei der Boston-Pride-Parade 2019.

Am 8. November 2011 wurde Buttigieg als Nachfolger von Steve Luecke mit 74 Prozent der Stimmen zum Bürgermeister von South Bend gewählt. Zum 1. Januar 2012 übernahm er das Amt als jüngster Bürgermeister einer amerikanischen Stadt mit mindestens 100.000 Einwohnern.
2014 bezeichnete die Washington Post Buttigieg als den „interessantesten Bürgermeister, von dem Sie noch nie gehört haben“, und bezog sich auf sein Alter, seine Ausbildung und seinen militärischen Hintergrund. Die New York Times veröffentlichte 2016 einen Leitartikel, in dem sie Buttigiegs Arbeit als Bürgermeister lobte und die Frage in den Raum stellte, ob er irgendwann der „erste schwule Präsident“ werden könnte.
Buttigieg hat Stadtsanierung zum Schwerpunkt seines Amtes gemacht. Ein charakteristisches Programm ist eine Initiative zu leerstehenden und verlassenen Grundstücken, vor Ort bekannt als „1000 Grundstücke in 1000 Tagen“. Damit sollten überall in der Stadt gezielt Immobilien saniert oder abgerissen werden. Die Initiative wurde wie geplant im November 2015 erfolgreich abgeschlossen. Während seiner Stationierung in Afghanistan übernahm der stellvertretende Bürgermeister Mark Neal die Amtsgeschäfte.
2014 kündigte Buttigieg an, sich um eine zweite Legislaturperiode zu bewerben. Er gewann die demokratische Vorwahl mit 78 Prozent der Stimmen. Am 3. November 2015 wurde er für eine zweite Amtszeit als Bürgermeister von South Bend mit über 80 Prozent der Stimmen wiedergewählt. Schwerpunkt seiner Arbeit bis 2017 war sein Projekt „Smart Streets“. Im Rahmen dieser 25-Millionen-Dollar-Initiative wurden über mehrere Jahre hinweg viele Einbahnstraßen in der Innenstadt umgebaut, so dass sie von beiden Seiten befahren werden können. Zusätzlich wurden die Straßen attraktiver für Fußgänger und Radfahrer gestaltet.
Im Dezember 2018 gab Buttigieg bekannt, nicht für eine dritte Amtszeit als Bürgermeister von South Bend zu kandidieren.

### Bewerbung um den Vorsitz des Democratic National Committee 2017
Am 5. Januar 2017 gab Buttigieg seine Kandidatur für das Amt des Vorsitzenden des Democratic National Committee bekannt. Er warb dafür, dass die alternde Demokratische Partei ihren Mitgliedern aus den Reihen der Millennials mehr Einfluss gewähren müsse. Er zog seine Kandidatur am Wahltag im Rahmen seiner Nominierungsrede zurück.

### Präsidentschaftskandidatur 2020
Nachdem bereits einige Zeit über eine mögliche Kandidatur Buttigiegs für die Präsidentschaftswahl 2020 spekuliert worden war, gab er am 23. Januar 2019 bekannt, ein Sondierungskomitee für eine Kandidatur gegründet zu haben.
Er nahm an der TV-Debatte von zwölf demokratischen Präsidentschaftskandidaten (darunter die Favoriten Joe Biden, Elizabeth Warren und Bernie Sanders) am 15. Oktober 2019 teil.
Buttigieg erklärte sich bei der ersten Vorwahl im US-Bundesstaat Iowa noch am Wahlabend zum Sieger vor Sanders, obwohl das Endergebnis erst nach einer dreitägigen Verzögerung feststand. Letztlich erhielt Buttigieg 14 Delegiertenstimmen für die Democratic National Convention und lag damit vor Sanders mit 12 Delegiertenstimmen. Trotz des anfänglichen Erfolges zog Buttigieg am 1. März 2020 und somit noch vor dem sogenannten Super Tuesday seine Kandidatur zurück. Nach seiner Aufgabe empfahl Buttigieg Joe Biden (Endorsement) und trat im weiteren Wahlkampf in den Medien als Vertreter von Bidens Kampagne auf.

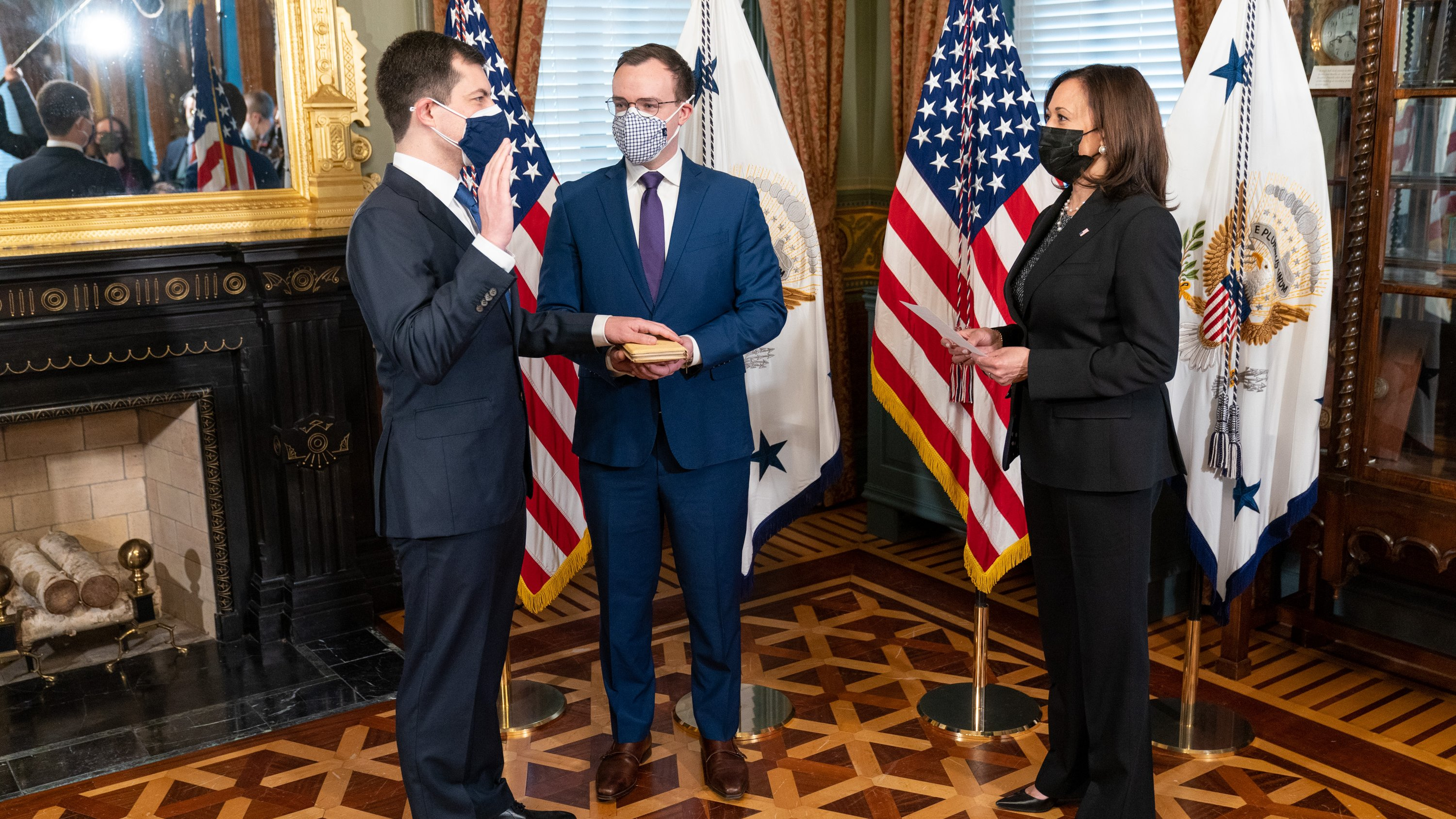
Buttigieg legt 2021 den Amtseid als Verkehrsminister ab

### Verkehrsminister der Vereinigten Staaten
Am 15. Dezember 2020 nominierte der gewählte Präsident Joe Biden Pete Buttigieg als Verkehrsminister der Vereinigten Staaten in seinem Kabinett. Der Senat stimmte der Nominierung mit 86 gegen 13 Stimmen am 2. Februar 2021 zu und am folgenden Tag legte er seinen Amtseid ab. Buttigieg ist der erste offen homosexuelle vom Senat bestätigte Bundesminister und der jüngste Verkehrsminister in den Vereinigten Staaten.

### Weitere Aktivitäten
Im akademischen Jahr 2020/21 nahm er einen Lehrauftrag an der Universität Notre Dame im Bundesstaat Indiana wahr. Im Oktober erschien das Buch Trust: America’s Best Chance, über den Mangel an Vertrauen in der amerikanischen Gesellschaft.

## Politische Positionen
Buttigieg gilt als progressiv. So spricht er sich für das Recht auf Abtreibung, die Legalisierung von Cannabis und gegen die Todesstrafe aus.
Im Bereich Klimaschutz setzt sich Buttigieg für eine Rückkehr zum Pariser Klimaabkommen ein. Er befürwortet einen Green New Deal und kündigte Subventionen für Solarmodule und die Einführung einer CO2-Steuer an.
Anders als einige seiner Mitbewerber, darunter Bernie Sanders, lehnt Buttigieg einen generellen kostenfreien Hochschulzugang ab. Er begründete dies damit, dass er es unfair fände, wenn Familien mit hohem Einkommen nichts zahlen müssten. Stattdessen schlug er vor, den Hochschulzugang für Familien kostenlos zu machen, die weniger als 100.000 US-Dollar pro Jahr verdienen.
Außenpolitisch strebt Buttigieg unter anderem eine Zweistaatenlösung im Israelisch-Palästinensischen Konflikt an.

## Auszeichnungen
- 2014 erhielt Buttigieg eine Rodel-Fellowship des Aspen Instituts.[56]

- 2015 erhielt er den John F. Kennedy New Frontier Fenn Award.[57]

## Persönliches
Buttigieg sieht seinen christlichen Glauben als wesentliches Fundament seiner Überzeugungen, lehnt aber die religiöse Rechte ab und spricht sich für eine strikte Trennung von Kirche und Staat aus. Er wurde als Katholik getauft und besuchte eine katholische High School, wandte sich aber später dem anglikanischen Glauben zu.
Im Juni 2015 hatte Buttigieg sein öffentliches Coming-out. Ende Dezember 2017 gab er seine Verlobung mit Chasten Glezman bekannt, den er am 16. Juni 2018 in der Kathedrale des Hl. Jakob, einer episkopalen Kirche in South Bend, heiratete. Im August bzw. September 2021 adoptierten Buttigieg und sein Ehemann Zwillinge. Seit 2022 lebt Buttigieg mit seiner Familie in Washington und Traverse City, Michigan.

## Schriften
- Shortest Way Home: One Mayor’s Challenge and a Model for America’s Future. Liveright Publishing Corporation/W. W. Norton & Company, Inc., 2019
- Trust: America’s Best Chance. Liveright Publishing Corporation/W. W. Norton & Company, Inc., 2020